# Jastrebna
Jastrebna (Bulgaars: Ястребна) is een dorp in het noordoosten van Bulgarije. Het is gelegen in de gemeente Sitovo in de oblast Silistra. Het dorp ligt ongeveer 22 km ten zuidwesten van Silistra en 334 km ten noordoosten van de hoofdstad Sofia.

## Bevolking
Op 31 december 2019 werden er in het huidige postcodegebied van het dorp Jastrebna 4 inwoners geregistreerd.
|  |

Van de 5 inwoners reageerden er 3 op de optionele volkstelling van 2011. Alle 3 respondenten identificeerden zichzelf als Bulgaarse Turken (100%). De overige 2 inwoners waren  ondefinieerbaar.